# Фитопатология
Фитопатологията е наука, изучаваща болестите по растенията; причините, които ги пораждат, и борбата срещу тях.
Фитопатологията широко прилага методите на другите науки – ботаника, физиология, биохимия и др. родствени дисциплини. Специфични методи на фитопатологията са:
- метод на чистите култури – причинителят се изолира от болното растение в изкуствена хранителна среда;
- метод на изкуственото заразяване;
- метод на провокацията;
- метод на оцветяване на паразита.

Същността на науката се изразява в изследванията върху:
- Болести по растенията
- Загуби от болестите по растенията
- Борба с болестите по растенията